# 古平崗駅
古平崗駅（こへいこうえき）は、南京市鼓楼区虎踞北路路と模範中路交差点にある、南京地下鉄7号線の駅である。

## 駅名
事業着手当初は南京地下鉄集団は「古平崗駅」の仮称を用いており、2019年11月28日に「古平崗駅」を駅名として第一次公示され、2020年1月18日に第一次公示のより駅名が「古平崗駅」に決定したことが発表された。

## 歴史
- 2024年12月7号線の駅として開業。

## 駅構造

### のりば
| 番線 | 路線            | 行先                      | 行先          |
| ---- | --------------- | ------------------------- | ------------- |
|      | 南京地下鉄7号線 | 暁荘・丁家荘・尭化門 方面 | 仙新路駅 行き |
|      | 南京地下鉄7号線 | 応天大街・螺塘路 方面     | 西善橋駅 行き |

## 隣の駅
南京地下鉄
■7号線
福建路駅- 古平崗駅- 草場門駅